# آخرین رقص (ترانه دوآ لیپا)
«آخرین رقص» (انگلیسی: Last Dance) ترانه‌ای از خواننده انگلستانی دوآ لیپا از نسخه دیلاکس سومین آلبوم استودیویی‌اش با نام دوآ لیپا (۲۰۱۷) است. این ترانه در ۹ فوریه ۲۰۱۶ منتشر شد. این ترانه نخستین بار در رادیو بی‌بی‌سی ۱ نمایش داده شد.